# As Long as You Love Me (canción de Justin Bieber)
«As Long as You Love Me» —en español: ‘Mientras me ames’— es una canción del cantante y compositor canadiense Justin Bieber, que cuenta con la colaboración del rapero Big Sean, perteneciente a su tercer álbum de estudio Believe, de 2012. Fue compuesta por Andre Lindal, Justin Bieber, Nasri Atweh, Rodney Jerkins y Big Sean, mientras que su producción estuvo a cargo de Rodney Jerkins y Andre Lindal. Se lanzó oficialmente como sencillo el 10 de julio de 2012 en las radios de los Estados Unidos. Bieber y Sean interpretaron la canción el 15 de junio de 2012 en el programa estadounidense Today Show. Luego, el 22 de julio la volvieron a interpretar en los Teen Choice Awards 2012 junto a «Boyfriend».
Durante 2012, «As Long as You Love Me» vendió 2 240 000 descargas en Estados Unidos, donde fue el trigésimo segundo sencillo más vendido durante el año, según Nielsen SoundScan.

## Composición
«As Long As You Love Me» es una canción de géneros pop, teen pop y dance pop compuesta por Andre Lindal, Justin Bieber, Nasri Atweh, Rodney Jerkins y Sean Anderson y producida por Rodney Jerkins y Andre Lindal. De acuerdo con la partitura publicada por Universal Music Publishing Group en el sitio Musicnotes, la canción tiene un tempo andante moderato de 70 pulsaciones por minuto y está compuesta en la tonalidad de do menor. El registro vocal de Bieber se extiende desde la nota fa♯3 hasta la do♯6. Líricamente, expresa que el verdadero amor puede superar cualquier circunstancia.

## Comentarios de la crítica
La canción recibió comentarios en su mayoría positivos. Andrew Unterberger de PopDust le otorgó tres rayos de cinco y comentó que la canción no debería ser cantada por nadie debido a su mala letra. También la comparó con «E.T.» de Katy Perry. Becky Bain de Idolator.com elogió su ritmo, pero señaló que la aparición de Big Sean es «inútil». Jason Lipshutz de Billboard también alabó su buen ritmo dance pop y agregó que el verso de Big Sean es innecesario. Amy Sciarretto de PopCrush calificó al tema con cuatro estrellas y media de cinco y comentó que:

«Esto no suena como "Boyfriend", "Die in Your Arms" o "All Around the World". Es único y diferente en sí mismo [...] Es oscuramente romántico y nos encanta la parada y el arranque del final cuando todos los sonidos chocan».

## Vídeo musical
El vídeo musical de «As Long As You Love Me» fue dirigido por Anthony Mandler y lanzado el 1 de agosto de 2012 en el canal oficial de VEVO de Bieber. El vídeo comienza con el cantante realizando una llamada a una chica y dialogando con su padre, donde este le pide que no se acerque a su hija. Al momento en el que Bieber cuelga, se ven escenas intercaladas que muestran a la chica llorando en su cuarto e instantáneamente comienza a sonar la canción. El resto del videoclip es una serie de escenas donde Bieber baila en medio de un estacionamiento, canta en un callejón y va en busca de la chica para luego escapar con ella. Finalmente, todo acaba con Bieber y el padre de la chica teniendo una pelea en donde este último sale victorioso y vuelve a casa con su hija, dejando a Bieber sangrando en medio de la calle.

## Posicionamiento en listas

### Semanales
| Australia         | Australian Singles Chart  | 8  |
| Austria           | Austrian Singles Chart    | 60 |
| Bélgica (Flandes) | Ultratop 50               | 31 |
| Bélgica (Valonia) | Ultratop 40               | 41 |
| Canadá            | Canadian Hot 100          | 16 |
| Dinamarca         | Danish Singles Chart      | 6  |
| España            | Spanish Singles Chart     | 37 |
| Estados Unidos    | Billboard Hot 100         | 6  |
| Estados Unidos    | Pop Songs                 | 14 |
| Estados Unidos    | Digital Songs             | 5  |
| Estados Unidos    | Radio Songs               | 18 |
| Francia           | French Singles Chart      | 48 |
| Nueva Zelanda     | New Zealand Singles Chart | 6  |
| Países Bajos      | Dutch Top 40              | 33 |
| Reino Unido       | UK Singles Chart          | 24 |
| Suecia            | Swedish Singles Chart     | 38 |

### Certificaciones
| País           | Organismo certificador | Certificación | Unidades certificadas | Ref.   |
| -------------- | ---------------------- | ------------- | --------------------- | ------ |
| Alemania       | BVMI                   | Oro           | 150 000               | [ 25 ] |
| Australia      | ARIA                   | 2× Platino    | 140 000               | [ 26 ] |
| Canadá         | CRIA                   | 2× Platino    | 160 000               | [ 27 ] |
| Dinamarca      | IFPI — Dinamarca       | Platino       | 30 000                | [ 28 ] |
| Estados Unidos | RIAA                   | 5× Platino    | 5 000                 | [ 29 ] |
| Noruega        | IFPI — Noruega         | 2× Platino    | 20 000                | [ 30 ] |
| Nueva Zelanda  | RIANZ                  | Platino       | 15 000                | [ 31 ] |
| Reino Unido    | BPI                    | Oro           | 400 000               | [ 32 ] |

### Anuales
| Australia     | Australian Singles Chart  | 78 |
| Nueva Zelanda | New Zealand Singles Chart | 38 |

## Créditos y personal
- Voz: Justin Bieber y Big Sean.
- Composición: Andre Lindal, Justin Bieber, Nasri Atweh, Rodney Jerkins y Sean Anderson.
- Producción: Rodney Jerkins y Andre Lindal.
- Mezcla: Phil Tan, Matt Champlin y Rodney Jerkins.
- Ingeniería: Chris O'Ryan, Josh Gudwin, Matt Champlin, Rob Kinelski, Daniela Rivera, Anna Ugarte y Brandon N. Caddell

Fuente: Discogs.